# Згурівська школа-інтернат для сиріт
Згурівська школа-інтернат для сиріт — була розташована в смт. Згурівка, на вул. Українська, 61 Київської області — заснована 1963, ліквідована 2013 року

## Історія
Заснована в грудні 1963 року наказом Міністерства освіти УРСР і розрахована на 400 інтернатизованих осіб. Заклад укомплектовано 22 педагогами і 163 вихованцями-сиротами, яких перевели в основному з Великополовецької та частково з Переяслав-Хмельницької шкіл-інтернатів.
Директором закладу у 1963 році був призначений Тельпішем Василь Митрофанович, заступником по навчальній частині Харпак Іван Павлович, старшим вихователем Каніковський Станіслав Олександрович, завгоспом В. П. Заєць та укомплектований педагогічним колективом: Т. І. Каніковська, М. М. Каніковська, В. М. Василенко, Ю. М. Твердохліб, М. Г. Метлашевський, Ю. М. Братинський, О. І. Микитенко, О. С. Горбатенко, Г. В. Самійленко, М. Т. Севериненко, В. В. Покидько, І. Г. Сич, Н. М. Кармазіна. Г.М, Посога, С. М. Донченко, Т. М. Льодін, бухгалтером В. Г. Скринник, касиром К. І. Здор, секретар-друкаркаркою Т. М. Кононенко, а також обслуговчим персоналом столової, котельньої, навчального і спального корпусів.
Для вихованців подавалась не тільки навчальна програма, але і допомога у виборі професії. Вони отримували допрофесійну підготовку з сільськогосподарського виробництва, швейної справи та столярної справи. Для цього збудовані спеціально обладнані майстерні, підсобне тваринницьке господарство, теплиця і присадибна ділянка з вирощування овочів.
До 1975 року педагогічний колектив Згурівської восьмирічної трудової політехнічної школи-інтернату виховував сиріт з усіх куточків Київщини. Діяла громадська рада школи, щорічно затвержувалась програма розвитку особистості і самовизначення дітей-сиріт. Випускникам надавалось все можливе для інтеграції в суспільство.

З 1976 року наказом Міносвіти школа-інтернат віднесена в розряд допоміжних і почала комплектуватися вихованцями з обмеженими можливостями фізичного розвитку. 
Згодом, розпорядженням голови Київської облдержадміністрації від 26.05.1997 р. № 270 «Про удосконалення мережі закладів освіти обласної комунальної власності» заклад був перепрофільований та отримав нову назву — Згурівська спеціальна загальноосвітня школа-інтернат I–II ступенів для дітей-сиріт та дітей, позбавлених батьківського піклування. До спеціалізованого закладу стали приймати дітей з обмеженими розумовими можливостями здоров'я. Коли Постановою Кабінету Міністрів України № 564 від 26 квітня 2002 року "Про затвердження Положення про дитячий будинок сімейного типу" дало можливість частину дітей-сиріт помістити в дитячі будинки сімейного типу, школа-інтернат із значними бюджетними затратами майже запустіла, стала комплектувався тільки на 20 відсотків.
16 травня 2013 року Київська обласна рада ухвалила рішення № 603-32-VII «Про затвердження Обласного плану створення освітніх округів та модернізації мережі навчальних закладів в тому числі шкіл-інтернатів» на основі якого розпорядженням голови Київської державної адміністрації № 250 від 26.06.2013 року «Про ліквідацію Згурівської спеціальної загальноосвітньої школи-інтернату І-ІІ ступенів для дітей-сиріт та дітей, позбавлених батьківського піклування» школа-інтернат ліквідована, а приміщення і майно передано закладам Згурівського НВК управління освіти райдержадміністрації.
У школі-інтернаті працювали директорами:
- (1863–1964) Тельпішем Василь Митрофанович;
- (1965–1976) Малафій Борис Семенович, нагороджений орденами Трудового Червоного прапора і Жовтневої Революції, Грамотою Президії Верховної Ради УРСР, званням Відмінник народної освіти СРСР і УРСР;
- (1976)      Матвієнко Віктор Іванович;
- (1977–1986) Могильний Микола Іванович;
- (1986–1987) Малафій Юрій Борисович
- (1988–1990) Микитенко Борис Оврамович;
- (1990–2002) Могильний Микола Іванович, заслужений вчитель України;
- (2003)      Приходько Леонід Володимирович;
- (2003–2013) Малафій Валентина Іванівна [2]

В майновий комплекс школи-інтернату входили: навчальне приміщення, з'єднане переходом зі столовою та спальним приміщенням, котельня, навчальні майстерні, підсобні приміщення столярні і художньої вишивки, підсобне господарство, фельдшерсько-акушерський пункт зі стаціонаром, шкільний сад, навчально-дослідні ділянки, спортивний майданчик, бібліотека.
В школі-інтернаті працювали гуртки: «Столярик», «Умілі руки», «Вишиванка», «Тваринник», «Кінематограф», художньої самодіяльності, спортивний.
У 2018 році створено Братство випусників Згурівської школи інтернату - голова Віра Льодіна.

## Персоналії
- Євтушенко Віктор Арсенійович, поет-гуморист, прозаїк, громадський діяч, член Національної Спілки письменників України, випускник Згурівської школи-інтернату [3];
- Володимир Проценко[4] (літературний псевдонім Володимир Чорномор) — український письменник (поет, публіцист, прозаїк, краєзнавець), член Національної Спілки письменників України, заслужений діяч мистецтв України, громадський і політичний діяч Севастополя, випускник Згурівської школи-інтернату в 1969 році.
- Самойленко Григорій Васильович, заслужений діяч науки і техніки, доктор філологічних наук, професор, завідувач кафедри світової літератури та історії культури Ніжинського державного університету імені Миколи Гоголя, автор п'ятитомника «Нариси культури Ніжина», викладач Згурівської-школи-інтернату (1963–1970)[5]